# Angoda
Angoda  est une localité du centre de la Côte d'Ivoire, appartenant au département de Toumodi, dans l'ancienne région des Lacs. Elle fait aujourd'hui partie de la région Bélier, dans le district des Lacs.
La localité d'Angoda est un chef-lieu de commune.

## Villages
.Les 11 villages de la sous-préfecture d'Angoda étaient les suivants en 2014:
1. Angoda (3 011 habitants) ;
2. Assafou (815) ;
3. Diangomenou (780) ;
4. Gbakroukro (438) ;
5. Gbofia (1 030) ;
6. Kétékré-Bonikro (3 718) ;
7. Koffidjèkro (982) ;
8. Konan Kokorékro (1 718) ;
9. Lomo-Nord (698) ;
10. Mougokro (451) ;
11. N'guessankro (631).